# Tennessee Tuxedo and His Tales
Tennessee Tuxedo and His Tales (bra: Pinguim Tennessee) é uma série animada de TV que foi ao ar originalmente na CBS de 1963 a 1966. No Brasil, o desenho foi exibido nos anos 70 pela TV Tupi (no Clube do Capitão Aza e Sessão Patota) e TVE (no Arco-íris), Ainda nos anos 80 e 90 o desenho foi também exibido no SBT,Record,TV Gazeta e TV Globo (no Xou Da Xuxa e TV Colosso)

## Elenco
- Don Adams como Tennessee Tuxedo[2]
- Bradley Bolke como Chumley Walrus[2]